# リール (ダンス)
リール（reel）は、フォークダンスの1形式、ならびにそのための音楽（舞曲）。
- スコットランド - ジグ、ストラスペイ（Strathspey）、ワルツと並ぶ4大スコティッシュ・カントリーダンス（Scottish country dance）の1つ。そのフィガー（figure）も指す。
- アイルランド
  - アイリッシュ・ダンスでは、Reel time（手をつないでぐるぐる回るダンスステップの一種）で踊られるすべてのダンスを指す。
  - アイリッシュ・ステップダンスでは、リールはソフト・シューズで踊られ、ダンス・マスターが最初に生徒に教えるダンス。ハード・シューズを履いて踊る「treble reel」もある。

## 音楽のリール
リールは、4/4拍子、2/2拍子、あるいは2/4拍子で記譜される。すべてのリールは同じ構造を持っていて、八分音符で、各小節の1拍目と3拍目にアクセントが置かれる。その点で、主として均等な拍から成るホーンパイプとは異なる。一般にリールは2つの部分（AとB）から成っていて、ほとんどのリールは「AABB」と反復されるが、「ABAB」となることもある。ＡもＢも基本的に8小節で、それは4小節と2小節のフレーズに分割できる。この構造はQ&A（最初のフレーズが「問い」で次のフレーズが「答え」）の配列に従っている。32小節（8x4）から成るグループが3、4回反復され、それから次のリールの演奏が始まる。今日、アイルランドのリールの多くは新曲と、容易にリールに作り直すことのできる他の伝統音楽の旋律で補足されている。リールはアイルランドのフォークダンスの中でも最も人気のある曲/旋律形式である。
リールは南西イングランドのフォークソングでも人気がある。アイルランドならびにイギリスの移民たちは大西洋を渡って、アメリカ合衆国やカナダの大西洋沿岸、およびカナダのフランス語圏にリールをもたらした。その中には、ケベックやアカディアの音楽がある。ラ・ボルデュック（La Bolduc）、ラ・ボッティン・スリアン（La Bottine Souriante）、新しいところではネオ＝トラッド（Néo-trad）グループのLes Cowboys Fringantsといったケベックの多くの歌手・バンドの曲にリールは取り上げられている。

## スコットランドのリールのフィガー

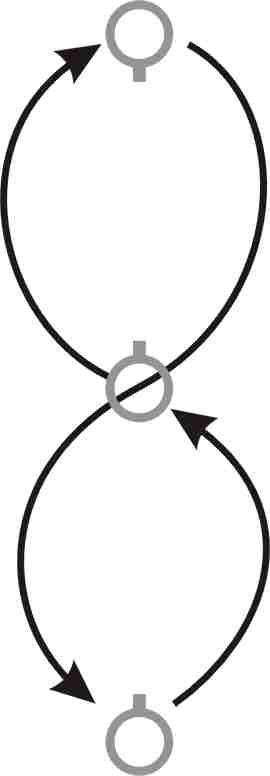
reel of three

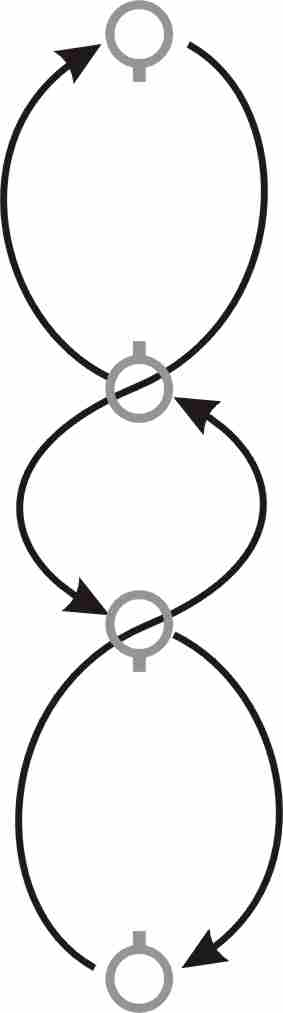
reel of four

スコティッシュ・カントリーダンスでは、3人以上のダンサーが複雑に絡み合う軌道に沿って動きながら踊る。他のフォークダンスでいえば「hey」に似ている。
最も一般的なものは「reel of three」で、名前が示すように、3人のダンサーによって踊られる。3人が辿る軌道は同じ1つのもので、上から見ると「8」の字になっている。1人は「8」の字の一番上から、1人は真ん中から、1人は一番下からスタートする。リールが始まると2人のダンサーがお互いの横をすれ違うことになるが、その時、どちらの肩が相手に近いかによって、そのリールは「right-shoulder（右肩）」あるいは「left-shoulder（左肩）」と名付けられる。リールが完了した時、3人のダンサー全員がスタートした場所に戻っている。
リールには無数のバリエーションがある。
- Half reel of three - 3人のダンサーたちが軌道を半分だけ移動したところで終了する。曲は普通4小節。「8」の字の真ん中からスタートしたダンサーは元の場所に戻っているが、他の2人はそれぞれスタート地点の反対側に入れ替わっている。
- Reel of four - 4人で踊るリール。「8」の字の上のループと下のループの間にもう1つ小さなループを追加、内側にいる2人のダンサーがすれ違う。
- Parallel reel - 2つのリールが同時に踊られる。一方のダンサーはもう一方のリールの自分と対応するダンサーと、常に同じ距離を保ちながら、同じ軌道を正確に踊る。その意味で「平行」である。
- Mirror reel - Parallel reelに似ているが、一方のダンサーはもう一方のリールの自分と対応するダンサーの軌道と鏡写しになるように動くところが異なる。（もし一方のリールがleft-shoulderで踊りだすとしたら、もう一方のリールはright-shoulderで踊りだす）
- Crossover mirror reel - ダンサーの2人がもう一方のリールに乗り換える。
- Double crossover mirror reel - Crossover mirror reelで動きを反復する時に、ダンサーが元いたリールに戻る。
- Inveran reelsまたはsausage reels - 3組のカップルによるMirror reel。
- Tandem reel
- Dolphin reel
- Closing reel